# Tlapehuala
Tlapehuala es una población mexicana del estado de Guerrero, ubicada al noroeste de la entidad, en la región de Tierra Caliente. Es cabecera del municipio homónimo.
Tlapehuala se localiza junto a la cuenca del río Balsas y le atraviesa la Carretera Federal 51 que comunica en el estado a la ciudad de Iguala con Ciudad Altamirano.

## Toponimia
Existen varias versiones que describen el origen de la palabra Tlapehuala, una de ellas se deriva de la lengua náhuatl tlapeualli que quiere decir Trampa para capturar o atrapar animales, y el sufijo abundancial la, por lo que la definición más aceptada es Lugar donde abundan los tlapehuales. Otras, sostienen que significa “vinieron de arriba”, “agua de golpes con la piedra” y “pueblo que viene de la piedra”.

## Procedencia
El nombre primitivo que llevó Tlapehuala fue Acatzécuaro. En el libro "Crónicas de Tierra Caliente" del Ing. Alfredo Mundo Fernández se desglosa a detalle el significado de Acatzécuaro, en purépecha. Más tarde, tras la llegada de Fray Juan Bautista Moya a Tierra Caliente entre 1554 y 1567, reúne a los indios de Acatzécuaro y lugares cercanos denominando al pueblo como "Tlapeuali" que está en nahuatl y significa conquistado, dice "Historia de Tierra Caliente". De acuerdo a los datos de la "Americana Thebaida" de 1729, fue Bautista Moya quien además construye una iglesia en Tlapehuala después de la de Pungarabato y Cutzamala.
Tlapehuala aparece perteneciendo a Pungarabato en el manuscrito de Morelia que se encontró en 1971 y que está fechado en 1631. Después en 1825 y en 1831 aparece también dentro del municipio de Pungarabato, y perteneciendo al Distrito de Huetamo. Posteriormente depende también de Pungarabato según las Noticias del Dr. José Guadalupe Romero de 1860. El municipio de Tlapehuala se formó con una fracción del municipio de Pungarabato y otra fracción más del municipio de Ajuchitlán por Decreto número 43 del 3 de noviembre de 1947.
Según la leyenda, fue aquí donde asesinaron a Gabino Barrera que ningún libro de historia de la región en la Revolución Mexicana de 1910 cita.

## Demografía

### Población
Conforme al Censo de Población y Vivienda 2020 realizado por el Instituto Nacional de Estadística y Geografía (INEGI) en el año 2020, Tlapehuala tenía hasta ese año un total de 8040 habitantes.

## Lugares y Monumentos destacados del municipio
Un monumento sobresaliente de la localidad es una escultura colosal del Gral. Lázaro Cárdenas del Río, (presidente de México 1934-1940) tallada por el artista Federico Canessi entre 1974 y 1977. Frente al monumento se encuentra el Museo Regional Lázaro Cárdenas donde se exhiben documentos del mandatario.